# Platanthera edgeworthii
Platanthera edgeworthii là một loài thực vật có hoa trong họ Lan. Loài này được (Hook.f. ex Collett) R.K.Gupta miêu tả khoa học đầu tiên năm 1968.